# هجوم دنيبر-الكاربات
هجوم دنيبر-الكاربات (بالروسية: Днепровско-Карпатская операция)‏، والمعروف أيضًا في المصادر التاريخية السوفيتية باسم تحرير الضفة اليمنى لأوكرانيا (بالروسية: Освобождение Правобережной Украины)‏، كان هجومًا استراتيجيًا نفذته الجبهات السوفيتية الأولى والثانية والثالثة والرابعة الأوكرانية، جنبًا إلى جنب مع الجبهة البيلاروسية الثانية، ضد مجموعة جيوش الجنوب الألماني، ومجموعة الجيوش أ وعناصر مجموعة جيوش الوسط. دار القتال من أواخر ديسمبر 1943 إلى أوائل مايو 1944.   كانت المعارك في الضفة اليمنى لأوكرانيا وفي شبه جزيرة القرم أهم حدث في حملة الشتاء والربيع عام 1944 على الجبهة الشرقية. 
تألف هذا الهجوم من سلسلة كاملة من العمليات المترابطة بشكل وثيق، وكان الهدف منه هو تقسيم مجموعة جيش الفيرماخت الجنوبية وتطهير القوات الألمانية الرومانية المجرية من معظم الأراضي الأوكرانية والمولدافية، التي احتلتها قوات المحور. كان واحدًا من أكبر الهجمات في الحرب العالمية الثانية، حيث امتد لأكثر من 1200 كيلومتر (745 ميل) بعمق 450 كيلومتر (280 ميل) وشمل ما يقرب من 3.5 مليون جندي من كلا الجانبين. 
في سياق العملية، تم تدمير 20 فرقة فيرماخت أو حلها أو تطلبت إعادة بناء كبيرة، في حين تم تخفيض 60 فرقة أخرى إلى 50% من قوتها.   والأسوأ من ذلك هو فقدان المعدات، حيث فُقدت الآلاف من الدبابات الثمينة والبنادق الهجومية والمدفعية والشاحنات، وذلك بشكل أساسي من خلال تركها في الوحل الربيعي.  وفقًا للجنرال الألماني كيرت فون تيبيلسكيرخ، كانت هذه أكبر هزيمة للفيرماخت منذ ستالينغراد. 
نتيجة لهذا الهجوم الاستراتيجي، انقسمت مجموعة جيش الفيرماخت الجنوبية إلى قسمين، شمال وجنوب جبال الكاربات. تم دفع الجزء الشمالي إلى غرب غاليسيا، بينما تم دفع الجزء الجنوبي إلى رومانيا. تمت إعادة تسمية الجزء الشمالي إلى مجموعة جيوش شمال أوكرانيا، بينما الجزء الجنوبي إلى مجموعة جيوش جنوب أوكرانيا، والذي دخل حيز التنفيذ اعتبارًا من 5 أبريل 1944، على الرغم من بقاء القليل جدًا من أوكرانيا في أيدي الألمان. خلال هذا الهجوم، وصل الجيش الأحمر إلى حدود الاتحاد السوفييتي في يونيو 1941، واستعاد الأراضي التي استولى عليها خلال الغزو السوفييتي لبولندا عام 1939. 
وبسبب هزيمة الفيرماخت، أقال هتلر قائد مجموعة الجيوش الجنوبية إريك فون مانشتاين وقائد مجموعة الجيوش أ إيفالد فون كلايست واستبدلهما بفالتر موديل وفرديناند شورنر. كان هذا الهجوم بمثابة نهاية مسيرة مانشتاين في الفيرماخت.
من أجل إنقاذ قطاعها الجنوبي من الانهيار الكامل، اضطرت القيادة العليا الألمانية إلى نقل 8 فرق في يناير وفبراير و26 فرقة ألمانية أخرى كتعزيزات بين مارس ومايو من جميع أنحاء فرنسا وألمانيا والدنمرك وبولندا والبلقان ومجموعة الجيوش الوسطى ومجموعة الجيوش الشمالية إلى الجبهة المنهارة لمجموعة الجيوش الجنوبية. بلغ إجمالي هذا 34 فرقة، وما لا يقل عن 1200 دبابة ومدفع هجومي ومدفع مضاد للدبابات ذاتي الحركة.
نتيجة لذلك، لعب هجوم دنيبر-الكاربات السوفيتي دورًا رئيسيًا في التأثير على النجاحات المستقبلية لإنزال الحلفاء الغربيين في نورماندي وعملية باغراتيون السوفيتية، حيث تم إضعاف القوات الألمانية المتمركزة في فرنسا والمنتمية إلى مجموعة الجيوش الوسطى بشكل خطير بسبب عمليات النقل.  أثناء إنشاء جيب كامينيتس-بودولسكي، تم حرمان القوات الألمانية المتمركزة في فرنسا من 45,827 جنديًا  و363 دبابة ومدافع هجومية ومدافع ذاتية الدفع مضادة للدبابات في 6 يونيو 1944.  وفي الوقت نفسه، تم تجريد مجموعة الجيوش الوسطى من إجمالي 125,380 جنديًا  و552 دبابة ومدافع هجومية ومدافع ذاتية الدفع مضادة للدبابات في 22 يونيو 1944. 
بالإضافة إلى وصول عدد كبير من التعزيزات الألمانية، كانت تلك التعزيزات من حلفاء المحور. مع اقتراب الجيش الأحمر من حدود المجر ورومانيا، حشد كلا البلدين مواردهما الكاملة والتزما بإجمالي 25 فرقة جديدة. 
أدى النجاح السوفييتي خلال هذه العملية إلى استنتاج القيادة العليا الألمانية أن القطاع الجنوبي من الجبهة الشرقية سيكون المنطقة التي سيحدث فيها الهجوم الصيفي السوفييتي الرئيسي عام 1944.  لهذا السبب، حصلت القوات الألمانية في الجنوب، وخاصة فرق الدبابات المهمة، على الأولوية في التعزيزات. كان لضعف مجموعة الجيوش الوسطى خلال هجوم بوليسكو والتوقع الألماني بأن القطاع الجنوبي من الجبهة الشرقية سيكون مكان الهجوم الصيفي السوفييتي الرئيسي عام 1944، كان له عواقب وخيمة على الألمان خلال عملية باغراتيون. 
كان هذا هو الهجوم الوحيد الذي شاركت فيه جيوش الدبابات السوفيتية الستة النخبة في نفس الوقت. وبالمثل، من بين 30 فرقة بانزر وجرنادير متاحة للألمان في أواخر عام 1943، تمركزت 22 منها في أوكرانيا. 

## خلفية
خلال معركة نهر الدنيبر الضخمة في خريف عام 1943، والتي أمنت الضفة اليسرى أو شرق أوكرانيا وقطعت الجيش الألماني السابع عشر في شبه جزيرة القرم، تم إنشاء العديد من رؤوس الجسور السوفيتية عبر الضفة اليمنى لنهر دنيبر، والذي أُعلن أنه نهر الدنيبر، والتي أعلنها الألمان "الجدار الشرقي". تم توسيع رؤوس الجسور هذه طوال شهري نوفمبر وديسمبر وأصبحت المنصات التي انطلق منها هجوم دنيبر-كاربات. 
كان أحد هذه الجسور المتمركزة حول كييف يبلغ عرضه 240 كم وعمقه 120 كم، وقد احتلته قوات الجبهة الأوكرانية الأولى.  والآخر، في منطقة تشيركاسي، وزنامينكا، ودنيبروبيتروفسك فكان بعرض 350 كيلومترًا وعمق 30 إلى 100 كيلومتر، وقد احتلته قوات الجبهتين الأوكرانيتين الثانية والثالثة.
في هذه الأثناء، وصلت قوات الجبهة الأوكرانية الرابعة إلى الروافد السفلية لنهر الدنيبر في قطاع كاخوفكا - تسيوروبينسك، وقطعت الطريق أمام الجيش الألماني السابع عشر المتمركز في شبه جزيرة القرم، بينما استولت أيضًا على رأس جسر على الساحل الجنوبي لسيفاش.
عبرت قوات جبهة شمال القوقاز (الجيشان الثامن عشر والسادس والخمسون، والجيش الجوي الرابع) في أوائل نوفمبر 1943، بمساعدة أسطول البحر الأسود وأسطول آزوف، مضيق كيرتش واستولت على رأس جسر في شبه جزيرة كيرتش.

## القوات المشاركة وخططها

### المحور
بعد الهزيمة الثقيلة في حملة صيف وخريف عام 1943، تبنت القوات الألمانية موقف الدفاع الاستراتيجي. كان الخط الرئيسي للسلوك الاستراتيجي للقوات الألمانية على الجبهة السوفيتية الألمانية هو الدفاع العنيد من أجل الحفاظ على الخطوط المحتلة.  تم تحديد خطط الدفاع العنيد على الجبهة السوفيتية الألمانية من خلال العوامل السياسية، والأهم من ذلك، العوامل الاقتصادية.
من خلال السيطرة على الخطوط في أوكرانيا، كانت القيادة العليا الألمانية، وعلى رأسها هتلر، تأمل في منع حلفاء ألمانيا، وهم رومانيا والمجر وبلغاريا، من مغادرة الكتلة السياسية العسكرية للمحور. كتب الجنرال الألماني كيرت فون ما يلي: 
" كانت الجبهة تقترب بسرعة من البلقان. وكان علينا أن نخشى أنه إذا استمرت الأحداث في التطور بنفس السرعة، فإن رومانيا وبلغاريا والمجر، على الرغم من خوفهم من البلشفية، سوف تصبح حلفاء غير موثوقين. وكان مثال إيطاليا بهذا المعنى ذا دلالة كبيرة".
كان السبب الأكثر أهمية للاحتفاظ بالضفة اليمنى الأوكرانية هو السبب الاقتصادي. سمحت السيطرة على أوكرانيا للقيادة الألمانية بتصدير المواد الغذائية والمواد الخام الإستراتيجية المهمة إلى ألمانيا. في حساباتهم للدفاع العنيد، أولى الألمان أهمية خاصة للاحتفاظ بالضفة اليمنى لأوكرانيا وشبه جزيرة القرم بمواردهما الغذائية الغنية، ومراكز إنتاج المنغنيز حول نيكوبول، ومراكز إنتاج خام الحديد حول كريفوي ريه وكرج، بالإضافة إلى حوض البحر الأسود الذي يضم موانئ بحرية من الدرجة الأولى.
أخذت القيادة الألمانية في الاعتبار الموقع الاستراتيجي المهم للضفة اليمنى لأوكرانيا وشبه جزيرة القرم، باعتبارها مناطق تغطي مداخل جنوب بولندا والبلقان وتضمن السيطرة على الأجزاء الوسطى والغربية من البحر الأسود.
تتألف مجموعة جيش مانشتاين الجنوبية ومجموعة الجيوش أ تحت إمرة كلايست من جيشين بانزر وجيشين ميدانيين (من الشمال إلى الجنوب):
- جيش بانزر الرابع في منطقة جيتومير، غرب كييف، بقيادة إرهارد راوس؛
- جيش بانزر الأول بقيادة هانز فالنتين هيوب، في منطقة فينيتسا وحتى تشيركاسي جنوبًا؛
- الجيش الثامن بقيادة أوتو فولر في منطقة كيروفوغراد؛
- الجيش السادس (الذي أعيد إنشاؤه بعد تدميره في ستالينجراد) تحت قيادة كارل أدولف هوليدت في منطقة كريفوي ريه - نيكوبول البارزة.

كما تم دعم القوات الألمانية من قبل جيوش المحور التالية:
- الجيش الروماني الثالث، أعيد بناؤه أيضًا بعد ستالينغراد، تحت قيادة بيتر دوميتريسكو في منطقة تافريديا، شمال شبه جزيرة القرم مباشرةً؛
- تم تجميع الجيش الروماني الرابع على عجل تحت قيادة إيوان ميهايل راكوفيتش في منطقة جمهورية مولدوفا السوفيتية؛
- الجيش المجري الأول، في الاحتياط في شمال غرب أوكرانيا.

أخيرًا، على الضفة اليمنى لأوكرانيا، كان لدى القوات الألمانية الرومانية المجرية المشتركة ما مجموعه 93 فرقة (بما في ذلك 18 فرقة بانزر و4 فرق بانزر غرينادي)، ولواءين آليين، و3 كتائب بانزر ثقيلة من دبابات النمر، و18 لواء مدفع هجومي من طراز شتورمجيشوتس، وكتيبة "فرديناند" أو مدمرة الدبابات "إليفانت"، وعدة كتائب مضادة للدبابات، بالإضافة إلى عدد كبير من وحدات المدفعية والبناء والهندسة وغيرها.  بشكل عام، بلغ هذا 40% من إجمالي القوات الألمانية و72% من جميع فرق البانزر المتمركزة على الجبهة الشرقية. كانت مجموعة الجيوش الجنوبية مدعومة من لوفتوافا لوفتفلوت 4 (سلاح الجو الأول والرابع والثامن)، بالإضافة إلى الجزء الأكبر من القوات الجوية الرومانية. كان المقر الرئيسي للوفتفلوت 4 في بروسكوروف، وسلاح الجو الثامن في فينيتسا، وسلاح الجو الرابع في بالتا، وسلاح الجو الأول في بيرفومايسك، ومقر سلاح الجو الروماني في أوديسا.
على طول الجبهة الواسعة، قام الألمان ببناء الدفاعات على عجل. كانت منطقة الدفاع الرئيسية بعمق 4-6 كم، وتضم نظامًا متطورًا من الخنادق والاتصالات وأنواع مختلفة من الحواجز الهندسية. وفي الاتجاهات الأكثر أهمية، على عمق 6-15 كم من خط الجبهة، تم بناء خط دفاع ثان. في العمق العملياتي على طول ضفاف أنهار جورين، ونهر بوك الجنوبي، وإنجوليتس، ودنيستر، وبروت، تم إنشاء تحصينات جديدة بينما تم تحديث التحصينات المتاحة.
لم تكن القوات الألمانية العاملة على الضفة اليمنى لأوكرانيا تهدف إلى الحفاظ على الخطوط المحتلة فحسب، بل كانت تهدف أيضًا إلى محاولة تصفية رؤوس الجسور السوفيتية على الضفة اليمنى لنهر الدنيبر، فضلاً عن الهجوم من رأس جسر نيكوبول إلى الجنوب ومن شبه جزيرة القرم إلى الشمال، من أجل إعادة الاتصال البري مع القوات الألمانية المتمركزة في شبه جزيرة القرم.
بحلول نهاية عام 1943، تم إرجاع القوات الألمانية العاملة في أوكرانيا إلى خط أوفروتش، رادوميشل، كانيف، باشتينا، مارجانيتس، كاتاتشاروفكا. على الضفة اليسرى لنهر دنيبر، جنوب نيكوبول، احتفظ الألمان برأس جسر بعمق 30 كم وعرض 120 كم، والذي أطلق عليه اسم "رأس جسر نيكوبول". 
طالب كل من مانشتاين وكلايست بالسماح لقواتهم بالانسحاب إلى مواقع يمكن الدفاع عنها بشكل أكبر، ومع ذلك، تم رفض هتلر طلباتهما وأمر جيوشه بالتشبث بمواقعهم.  على الرغم من أوامر هتلر، تراجعت القوات الألمانية على أي حال، وغالبًا ما كان ذلك في تجاهل مباشر للأوامر أو بعد تقديم تقارير وهمية لتبرير أفعالها.

### السوفييت
خصص ستافكا أربع جبهات للعملية، حيث وفرت الجبهة البيلاروسية أمنًا استراتيجيًا إلى الشمال في منطقة غوميل - موغيليف، لكنها لم تشارك إلا قليلاً في العملية الفعلية. وشملت الجيشين 13 و65. من الشمال إلى الجنوب، معارضة جيشي البانزر الرابع والأول والجيوش الثامنة والسادسة على التوالي:
كانت الجبهة الأوكرانية الأولى بقيادة نيكولاي فاتوتين تضم الجيش الستين والحرس الأول والحرس السادس للدبابات والجيش الأربعين، بينما تمتلك أيضًا احتياطيات مدرعة كبيرة في جيش الحرس الثالث والجيشين الأول والرابع للدبابات، بدعم من الجيشين الثامن عشر والثامن والثلاثين والجيش الجوي الثاني.
كانت الجبهة الأوكرانية الثانية بقيادة إيفان كونيف في الجنوب بقيادة الجيوش 27 و7 و53، مع احتياطيات بما في ذلك جيش دبابات الحرس الخامس وجيش دبابات الحرس الثاني وجيش الحرس الرابع، وكلها مدعومة من قبل الجيش الجوي الخامس.
كانت الجبهة الأوكرانية الثالثة بقيادة روديون مالينوفسكي وتألفت من الجيوش 57 و46 و8 للحرس والجيش 37 في مقدمة الجبهة، مع وجود الجيش السادس في الاحتياط، والجيش الجوي السابع عشر الذي قدم الدعم الجوي.
سيكون للجبهة الأوكرانية الرابعة بقيادة فيودور تولبوخين المهمة الأكثر صعوبة في إجراء عمليات مشتركة لجيشه الساحلي المنفصل وأسطول البحر الأسود بينما سيقطع جيشا الحرس الخامس والثاني طرق الهروب فوق الأرض للجيش الألماني السابع عشر بدعم جوي من الجيش الجوي الثامن والطيران البحري لأسطول البحر الأسود.
وفقًا للمهمة العسكرية والسياسية العامة المتمثلة في تطهير الأراضي السوفيتية بالكامل من القوات الألمانية واستعادة حدود دولة الاتحاد السوفيتي من بحر بارنتس إلى البحر الأسود، خططت القيادة العليا السوفيتية، ستافكا، لشتاء 1943/1944 سلسلة من العمليات الهجومية الكبرى - بالقرب من لينينغراد ونوفغورود، في بيلاروسيا، على الضفة اليمنى لأوكرانيا وفي شبه جزيرة القرم. 
في الهجوم الشتوي القادم، تركزت الجهود الرئيسية لقوات الجيش الأحمر في الجنوب بمهمة تحرير الضفة اليمنى لأوكرانيا وشبه جزيرة القرم. وهذا من شأنه أن يضمن هزيمة أكبر تجمع استراتيجي للألمان (مجموعة الجيش الجنوبي)، وعودة السيطرة السوفيتية على المناطق ذات الأهمية الاقتصادية في كريفوي ريه، وكيرتش، ونيكوبول، والأراضي الخصبة في أوكرانيا وشبه جزيرة القرم، وموانئ أوكرانيا على البحر الأسود، فضلاً عن تهيئة الظروف اللازمة لشن مزيد من الهجمات على البلقان وبولندا وتجاه جناح مجموعة الجيوش الوسطى العاملة في بيلاروسيا.
لتحقيق الأهداف، استخدمت القيادة السوفيتية قوات الجبهات الأوكرانية الأولى والثانية والثالثة والرابعة، والجيش الساحلي المنفصل، وأسطول البحر الأسود، وأسطول آزوف، بالإضافة إلى الثوار العاملين في الخطوط الخلفية الألمانية. وفقًا للخطة التي تم وضعها بحلول ديسمبر 1943، كان من المفترض أن تقوم الجبهة الأوكرانية الأولى بسحق الجناح الشمالي لمجموعة الجيوش الجنوبية بضربة من كييف إلى موغيليف بودولسكي.  في الوقت نفسه، كان من المفترض أن تحيط الجبهات الأوكرانية الثانية والثالثة والرابعة بضربات من الشمال والشرق والجنوب وتدمر مجموعة كريفوي ريه نيكوبول من الألمان. في نهاية ديسمبر 1943، جعل الوضع السائد في أوكرانيا من الضروري تغيير هذه الخطة إلى حد ما. بدلاً من توجيه ضربة عميقة إلى الجنوب، في اتجاه كازانكا، بيريزنيجوفاتوي، كان على الجبهة الأوكرانية الثانية الهجوم بالقوات الرئيسية باتجاه كيروفوغراد، بيرفومايسك.
في أوائل يناير 1944، تم تخفيض خطة قوات الجيش الأحمر بشكل عام. حيث ستشن الجبهة الأوكرانية الأولى الهجوم الرئيسي على فينيتسا، موغيليف-بودولسكي، مع توجيه جزء من القوات نحو لوتسك وخريستينوفكا. ستشن الجبهة الأوكرانية الثانية الهجوم الرئيسي على كيروفوغراد، بيرفومايسك، مع توجيه جزء من القوات أيضًا نحو خريستينوفكا، وكان من المفترض أن تؤدي هذه الهجمات السوفيتية المشتركة إلى تحطيم القوات الرئيسية لمجموعة الجيوش الجنوبية. وبعد ذلك سيتقدم الجيش الأحمر نحو منطقة الكاربات، مما يقسم مجموعة جيوش الجنوب. تم تنسيق عمليات هذه الجبهات من قبل ممثل ستافكا مارشال الاتحاد السوفيتي جورجي جوكوف.
ستقوم قوات الجبهتين الأوكرانية الثالثة والرابعة بتوجيه ضربتين متقاربتين في اتجاهات نيكوبول ونوفو فورونتسوفكا وكان من المقرر أن تهزم مجموعة نيكوبول-كريفوي ريه الألمان، ثم تطور هجومًا نحو نيكولاييف وأوديسا وتحرر منطقة ساحل البحر الأسود بأكملها. في الوقت نفسه، كانت الجبهة الأوكرانية الرابعة منخرطة في البداية فقط في عمليات مشتركة مع الجبهة الأوكرانية الثالثة لهزيمة الألمان في منطقة نيكوبول - وبعد ذلك، تحولت الجبهة إلى هزيمة العدو في شبه جزيرة القرم، جنبًا إلى جنب مع الجيش الساحلي المنفصل، أسطول البحر الأسود وأسطول آزوف. تم تنسيق أعمال الجبهتين الأوكرانية الثالثة والرابعة من قبل ممثل ستافكا مارشال الاتحاد السوفيتي ألكسندر فاسيلفسكي.
تم تصور مثل هذا التسلسل في حل المهام: أولاً، هزيمة الألمان في المناطق المجاورة لنهر الدنيبر، وإعادتهم إلى خط نهر بوج الجنوبي، ونهر بيرفومايسك، ونهر إنجوليتس. في المستقبل، تطوير هجوم إلى الغرب والجنوب الغربي، يمكن من الوصول إلى خط لوتسك وموجيليف بودولسكي ونهر دنيستر.
كانت بداية عملية تحرير شبه جزيرة القرم مشروطة بتصفية مجموعة نيكوبول-كريفي روغ الألمانية. لكن الظروف الجوية المتدهورة في شبه جزيرة القرم أجبرت على تأجيل بدء هذه العملية حتى أبريل. 
كُلف الثوار السوفييت بمهمة تعزيز الهجمات على الاتصالات الألمانية، ومفترقات الطرق، والمعابر، وحامياتهم الخلفية، وبالتالي مساعدة الجيش الأحمر.
في المجمل، في بداية يناير 1944، كان لدى الجبهات السوفيتية الأوكرانية الأربع (الجبهات الأوكرانية الأولى والثانية والثالثة والرابعة) ما مجموعه 21 جيشًا مشتركًا، و3 جيوش دبابات و4 جيوش جوية - أي ما مجموعه 169 فرقة بنادق، و9 فرق سلاح فرسان، و18 فيلق دبابات وفيلق ميكانيكي، و31530 مدفعًا وقذائف هاون، و1908 دبابة ومنشأة مدفعية ذاتية الدفع، و2364 طائرة مقاتلة.
كانت رؤوس الجسور السوفييتية على الضفة اليمنى لنهر دنيبر مناطق انطلاق لتركيز القوات والمعدات العسكرية والمواد اللازمة للهجوم الوشيك. في أوائل ديسمبر 1943، بدأ السوفييت في إعادة تجميع قواتهم. وفي الليل، كانت فرق البنادق ووحدات المدفعية والدبابات تتقدم نحو الخطوط الأمامية. وصل إلى الجبهة سيل متواصل من المركبات المتحركة المحملة بالأسلحة والمعدات العسكرية والذخائر والأغذية.

## أراضي الضفة اليمنى لأوكرانيا
شملت الأعمال العدائية التي اندلعت في الفترة من يناير إلى مايو 1944 في القسم الجنوبي من الجبهة السوفيتية الألمانية مساحة شاسعة من نهر الدنيبر إلى جبال الكاربات، ومن بوليسيا إلى البحر الأسود، بما في ذلك الضفة اليمنى من أوكرانيا، وغرب وجنوب أوكرانيا، وشبه جزيرة القرم، وجزء من مولدوفا ورومانيا. 
كانت التضاريس في مناطق القتال متنوعة للغاية، تتراوح من مناطق المستنقعات الحرجية الشاسعة، والسهوب التي لا نهاية لها، إلى الجبال والتلال. على الضفة اليمنى لأوكرانيا، هناك العديد من الأنهار التي تتدفق بشكل رئيسي من الشمال الغربي إلى الجنوب الشرقي: على سبيل المثال، نهر دنيبر، نهر بوه الجنوبي، نهر إنجوليتس، نهر دنيستر، نهر بروت، ونهر سيرت. كانت هذه الأنهار بمثابة حواجز طبيعية خطيرة أمام تقدم قوات الجيش الأحمر، حيث كان من الممكن للألمان استخدامها لتنظيم الدفاع. بشكل عام، سمحت الأراضي الشاسعة للضفة اليمنى لأوكرانيا للسوفييت بشن عمليات هجومية واسعة النطاق واستخدام جميع أنواع القوات، بما في ذلك التشكيلات المدرعة والميكانيكية الكبيرة.
تشكل الضفة اليمنى لأوكرانيا أكثر من نصف أراضي أوكرانيا بأكملها ولها أهمية اقتصادية بالغة. هناك العديد من المراكز الإدارية والصناعية الكبيرة مثل أوديسا، دنيبروبيتروفسك، كريفوي روج، نيكولاييف، كيروفوغراد، وفينيتسا.
في مناطق الضفة اليمنى لأوكرانيا، تطورت صناعات مهمة: خام الحديد (كريفوي روج)، خام المنغنيز (نيكوبول)، استخراج النفط (منطقة دروهوبيتش)، بناء السفن (نيكولاييف)، السكر، والمنسوجات وغيرها من الصناعات.  يزرع القمح وبنجر السكر والذرة والجاودار والشعير على أراضي الضفة اليمنى لأوكرانيا. تعتبر تربية الماشية متطورة بشكل جيد في مناطق بوليسيا، في حين أن البستنة متطورة أيضًا في المناطق الوسطى والجنوبية. شبه جزيرة القرم هي منطقة البستنة وزراعة الكروم. يعد تطوير خام الحديد في شبه جزيرة كيرتش أمرا مهما. يوجد في شبه جزيرة القرم 4 موانئ كبيرة: سيفاستوبول، فيودوسيا، كيرتش، يفباتوريا.
إن الاستيلاء على الضفة اليمنى لأوكرانيا وشبه جزيرة القرم من شأنه أن يفتح الأبواب أمام قوات الجيش الأحمر إلى بولندا وسلوفاكيا ورومانيا ومنطقة البلقان. ومن شأنه أيضًا أن يضمن سيطرة أسطول البحر الأسود السوفييتي في الأجزاء الوسطى والغربية من البحر الأسود.

## الطقس وأثره على العمليات القتالية
كانت الظروف الجوية واحدة من السمات المميزة للهجوم على نهر الدنيبر والكاربات، حيث كان لها تأثير كبير على العمليات القتالية. 
وبالمقارنة بالشتاءات السابقة على الجبهة الشرقية، كان شتاء عامي 1943 و1944 في أوكرانيا دافئاً بشكل غير عادي. خلال شتاء عامي 1941 و1942 حول موسكو، وصلت درجات الحرارة إلى -40 درجة مئوية.  وفي الوقت نفسه، خلال الهجمات السوفييتية في شتاء 1942-1943 في جنوب روسيا، بعد تدمير الجيش الألماني السادس في ستالينجراد، وصلت درجات الحرارة إلى -20 درجة مئوية على الأقل. 
في عام 1944، كان الربيع في أوكرانيا مبكرًا. في يناير 1944، بدأ ذوبان الثلوج، وسرعان ما تبع الثلج الرطب هطول الأمطار. في فبراير، كانت هناك صقيع وعواصف ثلجية في بعض الأماكن، ولكن ليس لفترة طويلة، ثم أصبح الطقس أكثر دفئًا مرة أخرى بحلول نهاية الشهر. لمدة 10 أيام في الفترة من 27 يناير إلى 18 فبراير 1944، كانت هناك أمطار مستمرة وتساقط ثلوج رطبة، ولم يكن هناك أي هطول للأمطار لمدة 5 أيام، بينما كانت بقية الأيام تساقطت فيها الثلوج.  تراوح متوسط درجة الحرارة اليومية في أوكرانيا خلال هذه الفترة من -5.5 درجة مئوية إلى +4.9 درجة مئوية.  غُمرت الأنهار، وأصبحت الطرق موحلة للغاية، وأصبح من الصعب عبور التضاريس خارج الطرق.
وصف ألكسندر ويرث ، الصحفي البريطاني ومراسل الحرب، الذي كان يعمل مع الجبهة الأوكرانية الثانية في ذلك الوقت، ما شاهده في أوكرانيا في ربيع عام 1944:
"يجب أن ترى الطين الأوكراني في الربيع حتى تصدقه. لقد غمرت المياه البلاد بأكملها، والطرق أشبه بأنهار من الطين، غالبًا ما يصل عمقها إلى قدمين، مع وجود حفر عميقة تزيد من صعوبة قيادة أي نوع من المركبات، باستثناء الدبابة الروسية تي-34. لم تتمكن معظم الدبابات الألمانية من التعامل مع هذا الطين." 
وأصبحت الأنهار التي غمرتها المياه عقبة خطيرة لكلا الجانبين. بالنسبة للألمان الذين حاولوا الخروج من جيب كورسون في فبراير 1944، كانت العقبة الأخيرة هي نهر غنيلوي تيكيتش الضحل. عادة، في الصيف الحار لم يكن النهر أكبر من جدول يمكن عبوره بسهولة، ولكن في فبراير 1944، بعد ذوبان الجليد لمدة ثلاثة أسابيع، فاض نهر غنيلوي تيكيتش إلى عرض 20-30 مترًا.  تحول النهر إلى نهر سريع الجريان، أعمق من طول الإنسان. كان ذلك بمثابة عقبة خطيرة أمام الوحدات الألمانية المحاصرة التي فقدت معداتها الهندسية، حيث لم يكن هناك جسور أو قوارب صيد على النهر. أصبحت ضفاف نهر غنيلوي تيكيتش قبرًا لآلاف الجنود الألمان. واقتربت الدبابات السوفييتية من النهر وبدأت طلقاتها تخترق الفجوات في صفوف الألمان الذين تجمعوا على ضفافه.  تحول التراجع إلى هروب غير منظم. ألقى الجنود الألمان بأنفسهم في المياه الجليدية، محاولين السباحة عبر النهر، وغرق العديد منهم أو استسلموا لقضمة الصقيع.
كل هذا أدى إلى تقليص قدرة قوات الجانبين على المناورة بشكل حاد، وخاصة القوات السوفيتية التي كانت في تقدم مستمر مع وجود قواعد الإمداد على بعد أكثر من 300 كيلومتر خلفها. كما أدى ذلك إلى الحد من استخدام الدبابات والمدفعية، وإعاقة إمدادات الغذاء والوقود والذخيرة. وبسبب ذوبان الجليد في الربيع، أصبحت معظم المطارات الأرضية غير صالحة للاستخدام، مما أدى إلى تعقيد نشر واستخدام الطيران.
ومع ذلك، وعلى الرغم من خيبة أمل الألمان، واصل الجيش الأحمر هجماته، فأصبح القوة الوحيدة في تاريخ الحروب التي كانت قادرة على شن هجمات واسعة النطاق وناجحة في ظل ظروف الوحل الربيعي (راسبوتيتسا) وفي ظل الأنهار المغمورة. 

## المعركة

### المرحلة الأولى
المرحلة الأولى للهجوم، استمرت من 24 ديسمبر 1943 إلى 29 فبراير 1944. وقد شملت العمليات التالية: 
- هجوم جيتومير-برديتشيف (24 ديسمبر 1943 – 14 يناير 1944)؛
- هجوم كيروفوغراد (5-16 يناير 1944)؛
- هجوم كورسون-شيفتشينكوفسكي (24 يناير 1944 – 17 فبراير 1944)؛
- هجوم روفنو-لوتسك (27 يناير 1944 – 11 فبراير 1944)؛
- هجوم نيكوبول-كريفوي روج (30 يناير 1944 - 29 فبراير 1944).

#### هجوم جيتومير-برديتشيف
بدأ الهجوم في 24 ديسمبر 1943، بواسطة الجبهة الأوكرانية الأولى بقيادة فاتوتين، بهجمات ضد جيش الدبابات الألماني الرابع، إلى الغرب والجنوب الغربي من كييف.   حاول مانشتاين مواجهة الهجوم بهجوم جانبي من قبل جيش الدبابات الرابع، بينما طلب في الوقت نفسه التعزيزات والإذن بتقصير خط الجبهة عن طريق الانسحاب.  استمر هجوم فاتوتين غربًا، ومر الجيش الأربعون جنوب فاستوف.  فشلت محاولة مانشتاين في شن هجوم مضاد عندما قال إيرهارد راوس، قائد جيش الدبابات الرابع، إنه ليس لديه الوقت لتنظيم الهجوم ويفضل محاولة إيقاف القوات المهاجمة بشكل مباشر.  في 27 ديسمبر، طلب مانشتاين من هتلر بشكل مباشر الإذن بسحب قواته، لكنه تلقى الأمر بالانتظار.  هاجمت القوات السوفيتية كازاتين في 28 ديسمبر. بعد عدة ساعات من القتال المضطرب، استولت القوات السوفيتية على المدينة في وقت لاحق من ذلك اليوم.  سقطت كوروستن في 29 ديسمبر، وتبعتها جيتومير في 31 ديسمبر.  بدأ جيش الدبابات الرابع في التفكك، حيث انفتحت فجوة بطول 35 ميلاً حول جيتومير بين جناحه الجنوبي والفيلق الثالث عشر.  نشأت فجوة أخرى بين الفيلق الثاني والثلاثين والفيلق السابع.  نصح راوس مانشتاين بالتخلي عن محاولات سد الفجوات، والتركيز بدلاً من ذلك على إبقاء الفيلق المتبقي سليمًا.  ومع ذلك، بحلول وقت العام الجديد، بدأت القوات السوفيتية محاولة لتطويق القوات الألمانية، وخاصة فيلق الدبابات الثالث عشر والثامن والعشرون والرابع والعشرون.  مع استمرار الهجمات على المناطق المحيطة ببيرديشيف، تقلصت قوة الفيلق الثالث عشر إلى فوج مشاة واحد.  فُتحت فجوة تبلغ حوالي 70 ميلاً بين جيش الدبابات الرابع وجيش الدبابات الأول.  توقفت التعزيزات الألمانية المخطط لها بسبب الهجوم السوفييتي على كيروفوغراد. 
وفي سياق العملية، حقق السوفييت نجاحا ملحوظا. بعد التقدم إلى عمق 80 - 200 كم، قاموا بتطهير القوات الألمانية بالكامل تقريبًا من منطقتي كييف وجيتومير، وعدد من مناطق منطقتي فينيتسا وروفنو.  أصبح السوفييت الآن يشكلون تهديدًا خطيرًا لمجموعة الجيوش الجنوبية من الشمال، بينما كان الجيشان السابع والعشرون والأربعون يطوقان القوات الألمانية التي استمرت في السيطرة على الضفة اليمنى لنهر دنيبر في منطقة كانيف. وقد أدى هذا إلى خلق الظروف الملائمة لعملية كورسون-شيفتشينكوفسكي اللاحقة.
وجهت الجبهة الأوكرانية الأولى ضربة إلى المكان الأكثر حساسية في مجموعة الجيوش الجنوبية - جناحها الشمالي، والذي هدد بقطع قواتها الرئيسية عن المسارات المؤدية إلى ألمانيا. عانى جيشا البانزر الأول والرابع العاملان في الخطوط الأمامية من خسائر فادحة - حٌلت فرقتي المشاة الاحتياطيتين 143 و147، وسُحبت فرقة المشاة 68 بسبب الخسائر الفادحة من الخطوط الأمامية وأُرسلت إلى بولندا لإجراء إصلاحات مكثفة، بينما قُلصت قوة فرقة البانزر الثامنة، وفرق المشاة العشرين والـ112 والـ291 ، والـ340 إلى النصف.  في المجمل، دٌمرت 8 فرق من الفيرماخت أو قُلصت قوتها إلى النصف.
ولإغلاق الثغرات في دفاعهم ووقف الهجوم السوفييتي على هذا القطاع، كان على الألمان أن ينقلوا بشكل عاجل 12 فرقة من جيش البانزر الأول من جنوب أوكرانيا إلى هذه المنطقة. وتبين أن الاحتياطيات قد استنفدت بالكامل تقريبا، مما أثر على مسار العمليات في المستقبل. لصد الهجمات اللاحقة للقوات السوفيتية، اضطرت القيادة الألمانية إلى نشر قوات من أوروبا الغربية، وكذلك من رومانيا والمجر ويوغوسلافيا. 

#### هجوم كيروفوغراد
انضمت الجبهة الأوكرانية الثانية بقيادة كونيف إلى المعركة بشن هجوم كيروفوغراد في 5 يناير 1944.  كان أحد الإنجازات الأولى هو إيقاف محاولة فيلق الدبابات الثالث تعزيز جيش الدبابات الرابع، والذي كان يتعرض للهجوم في نفس الوقت من قبل جبهة فاتوتين في هجوم جيتومير-برديتشيف.  في هذه المرحلة، طار مانشتاين إلى مقر هتلر في شرق بروسيا لطلب الإذن بالانسحاب، لكن طلبه قوبل بالرفض مرة أخرى. 
نتيجة لعملية كيروفوغراد، تمكنت قوات الجبهة الأوكرانية الثانية من صد الألمان من نهر الدنيبر مسافة 40-50 كم. خلال المعارك العنيفة، تكبد الجيش الألماني الثامن خسائر كبيرة - حُلا فرقة المشاة 167 بسبب الخسائر الفادحة، في حين تكبدت فرقة المشاة العاشرة، وفرق المشاة الـ106 والـ282، والـ376 خسائر في الأفراد بنسبة 50 إلى 75% وفقدت عددًا كبيرًا من المعدات. 
كانت النتيجة الأكثر أهمية للعملية هي تحرير كيروفوغراد - المعقل الرئيسي وتقاطع الطرق المهم، والذي كسر استقرار دفاع الجيش الألماني الثامن.  هدد الاستيلاء على كيروفوغراد من الجنوب أجنحة القوات الألمانية التي كانت تقع حول كورسون-شيفتشينكوفسكي. وبدوره، أدت عملية كيروفوغراد، إلى جانب عملية جيتومير-برديتشيف المجاورة، إلى تهيئة الظروف لعملية كورسون-شيفتشينكوفسكي التي تلت ذلك.

#### هجوم كورسون-شيفتشينكوفسكي

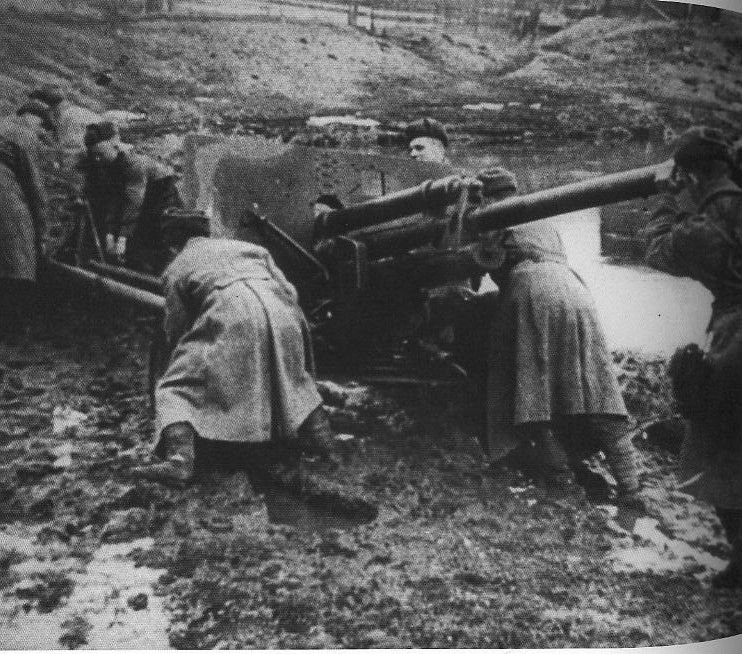
أدى ذوبان الجليد في الربيع إلى خلق ظروف موحلة للغاية مما أعاق كلا الجيشين.

كانت الجهود الرئيسية موجهة نحو الجنوب، حيث بدء هجوم كورسون-شيفتشينكوفسكي في 24 يناير. بعد قصف مكثف،  هاجم جيش الحرس الرابع والجيش الثالث والخمسون التابعان للجبهة الأوكرانية الثانية جنوب نتوء كورسون، وانضم إليهم في اليوم التالي جيش الدبابات للحرس الخامس. تمكنوا من اختراق دفاعات العدو وصدوا بسهولة هجومًا مضادًا ألمانيًا.  في 26 يناير، أرسلت الجبهة الأوكرانية الأولى جيش دبابات الحرس السادس من الشمال، والذي التقى بالقوات المتقدمة من الجنوب في 28 يناير، وحاصر حوالي 60 ألف ألماني في فيلق الجيش الحادي عشر والثاني والعشرون حول كورسون، في جيب أطلق عليه اسم "ستالينجراد الصغيرة" بسبب ضراوة القتال فيه.   وفي المجمل، كٌلفت سبعة وعشرين فرقة سوفييتية بتدمير الجيب.  ومع ذلك، تعرقلت الجهود السوفييتية بسبب ذوبان الجليد المبكر، مما جعل الأرض موحلة. 
في الرابع من فبراير، أرسل مانشتاين هانز هوب، قائدًا لجيش الدبابات الأول،  بما في ذلك فيلقا البانزر السابع والأربعون والثالث للمساعدة في محاولة لكسر الحصار. هاجم فيلق الدبابات السابع والأربعون من الجنوب الشرقي، في حين هاجم فيلق الدبابات الثالث من الغرب، لكنهما غرقا في الوحل.  في الثامن من فبراير، أصدر جوكوف طلب استسلام للقوات المحاصرة في الجيب، لكن تم رفضه.  تمكن فيلق الدبابات الثالث في النهاية، بعد معركة استنزاف شرسة، من الوصول إلى ليسيانكا، بالقرب من القوات المحاصرة،  وحاولت القوات الألمانية في الجيب الهروب، وربما نجحت الأغلبية في الهروب، وإن كان ذلك مع خسائر فادحة في الجرحى المهجورين والمعدات الثقيلة. بعد نفاد الإمدادات، وفي مواجهة الغارات الجوية والقوات البرية المتقدمة، قرر فيلهلم ستيمرمان، قائد القوات المحاصرة، محاولة الهروب النهائي في ليلة 16-17 فبراير.  أسر السوفييت حوالي 15 ألف سجين، وقتلوا ما لا يقل عن 10 آلاف ألماني، بما في ذلك ستيمرمان. دارت المعركة في ظل ظروف وحشية بشكل لا يصدق، حيث أطلق الألمان النار على أسرى الحرب الروس أثناء الانسحاب، واعترف كونيف بالسماح لفرسانه بقتل القوات التي حاولت الاستسلام.

#### هجوم روفنو-لوتسك

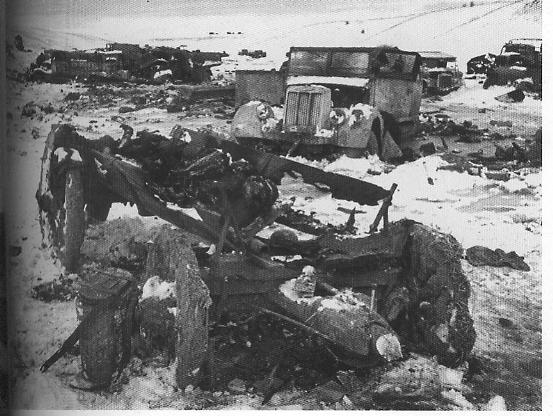
بعض المعدات الألمانية المدمرة بعد محاولة الهروب من كورسون

واصلت قوات فاتوتين الهجوم على الجهة اليمنى، ووصلت إلى مراكز الإمداد المهمة في لفوف وترنوبل في هجوم روفنو-لوتسك،  والذي فتح فجوة بطول 110 أميال بين مجموعة الجيوش الجنوبية ومجموعة جيوش الوسط، التي كانت متمركزة إلى الشمال. 

#### هجوم نيكوبول – كريفوي روج
وفي الوقت نفسه، شنت الجبهة الأوكرانية الثالثة هجوم نيكوبول-كريفي روغ إلى الجنوب ضد قوات مجموعة جيش أ بقيادة كلايست، وكان الهجوم بطيئًا في البداية.  ومع ذلك، فقد أدى ذلك في النهاية إلى تدمير النتوء البارز حول كريفي ريه ونيكوبول، مما كلف الألمان عمليات التعدين المهمة هناك بالإضافة إلى محاصرة المدافعين تقريبًا. 
وبينما بدا أن الهجوم قد تباطأ في أواخر فبراير، كان السوفييت يستعدون للمرحلة الثانية من الهجوم، والتي كان من المقرر إطلاقها على نطاق أوسع قريبًا. 

### المرحلة الثانية
وقد أدرج المخططون السوفييت هذه العمليات في المرحلة الثانية: 
- هجوم بروسكوروف-تشيرنوفيتسي (4 مارس 1944 – 17 أبريل 1944)؛
- هجوم أومان-بوتوشاني (5 مارس 1944 - 17 أبريل 1944)؛
- هجوم بيريزنيغوفاتويي-سنيغيريفكا (6–18 مارس 1944)؛
- هجوم بوليسكوي (15-5 أبريل 1944)؛
- هجوم أوديسا (26 مارس 1944 – 14 أبريل 1944).

#### هجوم بروسكوروف-تشيرنوفتسي
كانت هذه أكبر وأهم عملية سوفييتية في هجوم دنيبر-الكاربات. بعد تراجع الجهود السوفيتية في نهاية فبراير، اعتقدت القيادة العليا للجبهة الشرقية أن أي جهد هجومي آخر في هذا القطاع غير مرجحة.  ومع ذلك، كان السوفييت يستعدون سراً لشن هجوم أكبر، حيث استعانوا بكل جيوش الدبابات الستة المتمركزة في أوكرانيا.  كانت تدابير الخداع السوفييتية ناجحة، وقد فوجئ معظم الألمان عندما شنت الجبهة الأوكرانية الأولى -التي قادها جوكوف بعد وفاة فاتوتين- في الرابع من مارس هجوم بروسكوروف-تشيرنوفتسي، مع قصف مدفعي شرس.  بسبب الظروف الموحلة للغاية، كان من الصعب على الألمان المدافعين البقاء في وضع الحركة، لكن القوات السوفيتية كانت لديها إمدادات كافية من الدبابات والشاحنات المجنزرة، مما منحها الميزة.  تقدمت هذه الجبهات بسرعة، بينما تحرك كونيف لقطع انسحاب جيش الدبابات الأول. بحلول 28 مارس، كان جيش الدبابات الأول، الذي كان تحت قيادة هيوب، محاصرًا بالكامل.  أثناء التطويق، طار مانشتاين إلى مقر هتلر وطلب منه إلغاء توجيهاته التي تطلب من جميع التشكيلات المحاصرة تشكيل "حصون" حيثما تمركزت.  لقد نجح في ذلك، وحصل على فيلق بانزر الثاني التابع لقوات الأمن الخاصة كتعزيزات، وهو أول نقل للقوات إلى الجبهة الشرقية على حساب الجبهة الغربية منذ توجيه الفوهرر رقم 51. 
في الثلاثين من مارس، شنت قوات هوب هجومًا خارج الجيب، ولأن الاستخبارات العسكرية السوفييتية لم تكن على علم بوصول فيلق الدبابات الثاني، وتحرك هوب غربًا، بدلًا من الجنوب كما توقع القادة السوفييت،  فقد نجح، وبحلول العاشر من أبريل، التقت قوات هوب مع جيش الدبابات الرابع.  وعلى الرغم من هذا النجاح الصغير، ألقى هتلر باللوم على جنرالاته في النجاح الاستراتيجي الشامل للقوات السوفيتية، وطرد قادة مجموعة الجيوش الجنوبية ومجموعة الجيوش أ (فون مانشتاين وفون كلايست)، واستبدلهم بفالتر موديل وفرديناند شورنر ، وأعاد تسميتهم بمجموعة جيوش شمال أوكرانيا ومجموعة جيوش جنوب أوكرانيا، مشيرًا إلى خططه لاستعادة هذه المنطقة. 

#### هجوم أومان-بوتوشاني
في 5 مارس، شن كونييف هجوم أومان-بوتوشاني،  وتقدم بسرعة وسرعان ما قطع خط الإمداد لجيش الدبابات الأول من خلال الاستيلاء على تشورتكوف في 23 مارس.  في 10 مارس، دمرت الجبهة الأوكرانية الثانية فيلقين من الدبابات من خلال الاستيلاء عليهما عند سقوط أومان. 

#### هجوم بيريزنيجوفاتويي-سنيجيريفكا
انضم مالينوفسكي إلى هجوم بيريزنيجوفاتويي-سنيجيريفكا في اليوم التالي،  بينما فُصلت قوات تولبوخين لبدء الاستعدادات للهجوم على شبه جزيرة القرم.  كانت الجبهة الأوكرانية الثالثة تتقدم نحو أوديسا وإلى منطقة ترانسنيستريا الخاضعة للإدارة الرومانية.  بعد ثلاثة أيام من القتال العنيف، تمكن جيش الحرس الثامن الذي كان يقوده من التقدم مسافة 5 أميال (8.0 كم) فقط، لكنه كسر جيش كارل أدولف هوليدت السادس، وتقدم بسرعة 25 ميلاً (40 كم) نحو نوفي بوه، وحاصر المدافعين تقريبًا.  وعلى الرغم من أوامر هتلر التي تحظر الانسحاب، تراجعت القوات الألمانية إلى نهر بوج بحلول 11 مارس. وفي اليوم نفسه، تمكن هوليدت من الخروج من حصاره ــ في المقام الأول لأن مالينوفسكي كان قد قسم قواته في نيكولاييف  ــ وكان قادراً على إقامة خط دفاعي على الجانب الآخر من النهر بحلول الحادي والعشرين من مارس. ومع ذلك، فقد فقد ثقة هتلر، وفصل من منصبه، ليحل محله ماكسيميليان دي أنجيليس.  في 28 مارس، بدأت القوات الألمانية في التراجع من على الخط، تحت الضغط الشديد. 

#### هجوم بوليسكوي
بدأ هجوم بوليسكوي في 15 مارس، حيث شنته الجبهة البيلاروسية الثانية ضد تقاطع مجموعة الجيوش الجنوبية ومجموعة الجيوش المركزية للهجوم على الجزء الخلفي من مجموعة الجيوش المركزية. رغم نجاحها في البداية، لم تتمكن القوات السوفييتية من الاستيلاء على حصن كوفل، الذي حاصرته. سارعت القيادة الألمانية إلى إرسال تعزيزات إلى المنطقة، مما أدى إلى كسر الحصار بنجاح.  كان هجوم بوليسكوي هو الهجوم الوحيد ضمن هجوم دنيبر-الكاربات الذي فشل في تحقيق أهدافه. 

#### هجوم أوديسا
بحلول 25 مارس، سقطت بروت وتم إرسال الجبهة الأوكرانية الثالثة لتأمين أوديسا.  في الثاني من أبريل، هاجم جيش الحرس الثامن بقيادة فاسيلي تشيكوف والجيش السادس والأربعين المدينة عبر عاصفة ثلجية،  وبحلول السادس من أبريل، تمكنوا من دفع المدافعين إلى ما وراء نهر دنيستر وعزل أوديسا.  استسلمت أوديسا في 10 أبريل، وبدأت القوات السوفيتية في دخول رومانيا. 

## النتائج
كانت المعارك على الضفة اليمنى لأوكرانيا وفي الهجوم على شبه جزيرة القرم أهم الأحداث في حملة الشتاء والربيع عام 1944 على الجبهة الشرقية وكانت ذات أهمية سياسية واقتصادية واستراتيجية بالغة. 

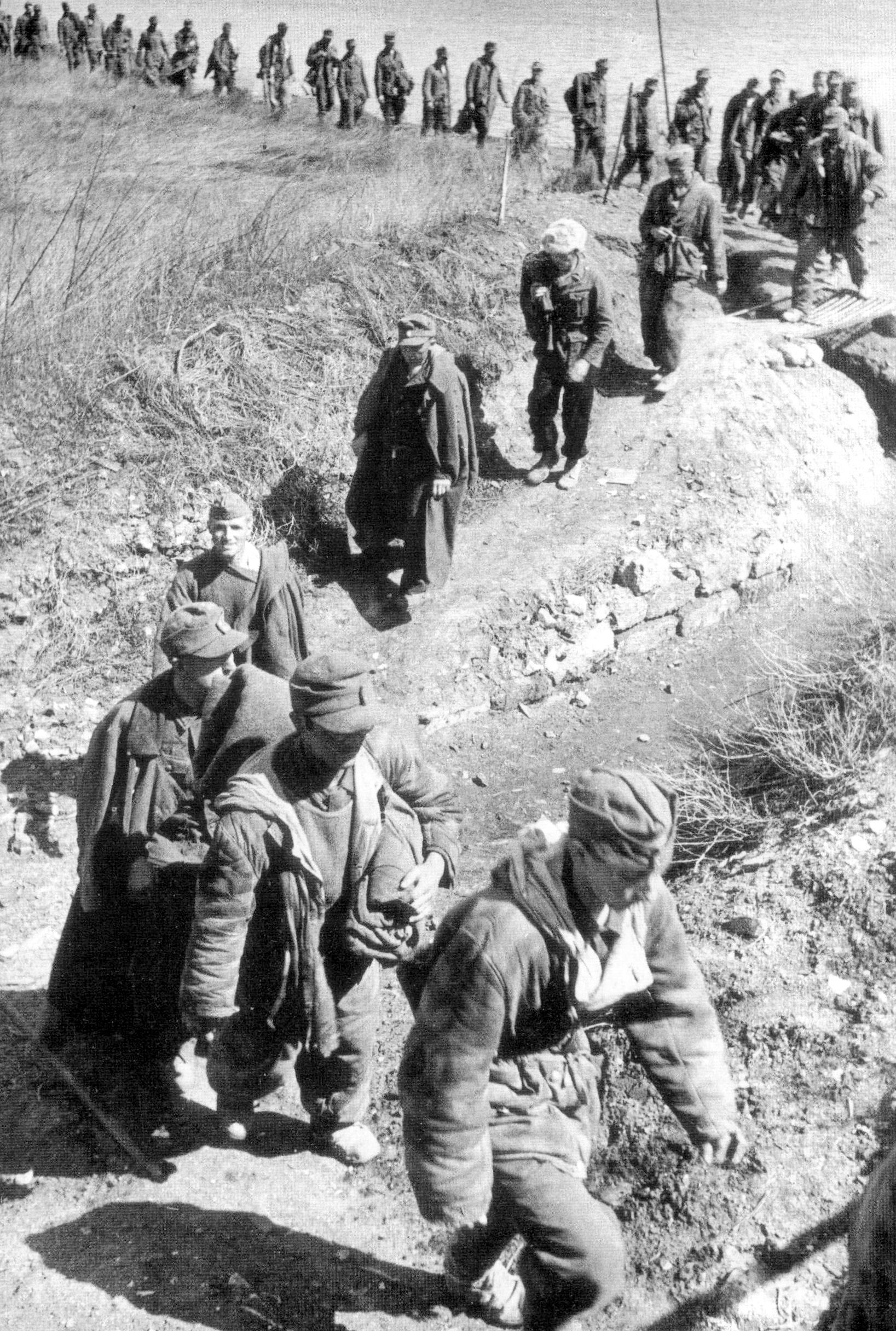
أسرى الحرب الألمان بالقرب من أوديسا، أبريل 1944

في الفترة ما بين أواخر ديسمبر 1943 وأوائل مايو 1944، هزمت قوات الجيش الأحمر أقوى قوة ألمانية على أراضي الضفة اليمنى وغرب وجنوب أوكرانيا، والتي كانت مجموعة الجيوش الجنوبية ومجموعة الجيوش أ، وأجبرت مجموعات الجيوش المهزومة على التراجع مسافة 250-450 كيلومترًا إلى الغرب، في شرق بولندا (جاليسيا) ورومانيا .
أدت هزيمة مجموعتي الجيوش الألمانية، وتطهير القوات الألمانية من الضفة اليمنى لأوكرانيا وشبه جزيرة القرم، إلى تغيير الوضع الاستراتيجي في الجنوب بشكل جذري. مع استيلاء الجيش الأحمر على خط السكة الحديدية لفوف - أوديسا، شريان الإمدادات الرئيسي لمجموعة الجيوش الجنوبية، ووصوله إلى جبال الكاربات، انقسمت جبهة مجموعة الجيوش الجنوبية إلى قسمين، شمال وجنوب الكاربات. تم دفع الجزء الشمالي إلى غاليسيا (بولندا)، في حين دٌفع الجزء الجنوبي إلى رومانيا.
أعيد تسمية الجزء الشمالي إلى مجموعة جيوش شمال أوكرانيا، بينما تغير اسم الجزء الجنوبي إلى مجموعة جيوش جنوب أوكرانيا، والتي دخلت حيز التنفيذ في 5 أبريل 1944، على الرغم من بقاء القليل جدًا من أوكرانيا في أيدي الألمان. ونتيجة لهذا الانقسام، انقطع الاتصال بين هاتين المجموعتين العسكريتين الجديدتين. الآن، كان لزاماً على المجموعة الجنوبية من القوات الألمانية أن تستخدم الطريق الدائري الطويل عبر البلقان، مع إعادة توجيه جميع الإمدادات عبر السكك الحديدية الرومانية، التي كانت في حالة سيئة.
بالنسبة للقوات الألمانية المنتشرة في أوكرانيا، كانت الخسائر في الأفراد كبيرة. خلال الحملة، دُمرت تسع فرق مشاة وفرقة ميدانية واحدة من القوات الجوية،  بينما تضررت سبع فرق مدرعة ودبابات وفرقة مظلات واحدة وفرقتان مشاة بشدة لدرجة أنه تم سحبها من الجبهة وإرسالها إلى الغرب لإجراء إصلاحات واسعة النطاق.  كما تعرضت جميع الفرق الأخرى تقريبًا لأضرار جسيمة، حيث تكبدت خسائر في الأفراد بلغت 50% على الأقل، بينما بقي لدى بعضها بقايا من قواتها فقط.  على سبيل المثال، تم تصنيف 18 من أصل 39 فرقة تابعة لمجموعة الجيوش أ على أنها مجموعات قتالية، مما يعني أن الفرق كانت مستنزفة للغاية لدرجة أنها كانت تعادل في الواقع القليل من الأفواج المعززة. 
وفقًا لتيبيلسكيرش، كانت هزيمة القوات الألمانية على الضفة اليمنى لأوكرانيا هي الأكبر منذ ستالينجراد:  "منذ الوقت الذي اتبعت فيه الجيوش الألمانية مسارًا شائكًا من نهر الفولجا والقوقاز، متراجعة إلى نهر الدنيبر، كانت هذه أكبر هزيمة لها. حتى الجنرالات المهرة مثل مانشتاين وكلايست لم يتمكنوا من إنقاذ القوات الألمانية".
في شبه جزيرة القرم، خلال الهجوم الذي شنته ألمانيا في أبريل ومايو 1944، تم القضاء على الجيش الألماني السابع عشر. وقد تم تدمير الفرقة الخمس الألمانية والسابعة الرومانية إلى حد كبير.
ردًا على الهزيمة الألمانية، اتخذ هتلر تدابير قمعية ضد القيادة العليا. طرد مانشتاين وكلايست واستبدلهما بموديل وشورنر على التوالي. أُقيل العديد من قادة الفيالق والفرق وقادة "القلاع" من مناصبهم وتقديمهم للمحاكمة. وأصدرت المحاكم العسكرية أحكاما على آلاف الضباط المتوسطين والصغار.
بفضل الضربات الساحقة التي وجهها الجيش الأحمر بين يناير ومايو 1944، أحبط نوايا القيادة الألمانية في شن حرب دفاعية طويلة الأمد، وأحبط كل محاولات الألمان لإنشاء دفاع مستقر على الجزء الجنوبي من الجبهة السوفيتية الألمانية.
أدت الخسائر الفادحة التي تكبدتها القوات الألمانية إلى زعزعة استقرار الدفاعات الألمانية على كامل الجبهة السوفيتية الألمانية، مما أدى إلى إضعاف قوات مجموعة جيوش الوسط المجاورة، فضلاً عن إضعاف القوات الألمانية المتمركزة في فرنسا قبل فتح الجبهة الثانية في أوروبا.
كان للهجوم على الدنيبر والكاربات تأثير كبير على مسار الأحداث في المستقبل خلال صيف عام 1944 في الشرق والغرب.  في جوهرها، تحولت المعركة إلى حمام دم امتص كميات هائلة من الموارد الألمانية من مختلف أنحاء فرنسا وألمانيا والدنمارك وبولندا ومنطقة البلقان ومجموعة الجيوش الوسطى. في المجمل، بين يناير ومايو 1944، نُقل ما مجموعه 34 فرقة،  و550,000 رجل و853 دبابة ومدفع هجومي ومدافع مضادة للدبابات ذاتية الحركة  إلى أوكرانيا من مختلف أنحاء أوروبا ومجموعة الجيوش الوسطى.
وللتعامل مع الأزمات وتحقيق الاستقرار على الخطوط الأمامية في غرب أوكرانيا، اضطر الفيرماخت إلى إعادة توجيه كميات هائلة من الرجال والمعدات والتعزيزات إلى تلك المنطقة. كانت هذه الموارد ضرورية للغاية لإعداد القوات في فرنسا للغزو القادم للحلفاء، والذي أدى إعادة توجيهه إلى إضعاف مجموعة الجيوش الوسطى بشكل خطير.
كما أدى هذا الهجوم السوفييتي إلى إنهاء أي احتمالات قد تكون لدى الألمان بشأن إنشاء احتياطي استراتيجي كبير، حيث استنفدت معظم الاحتياطيات الألمانية في هذه المعركة.  وبدوره، أدى هذا إلى تهيئة الفيرماخت لسلسلة جديدة من الكوارث الأشد خطورة في صيف عام 1944. ورغم أن الهزيمة الألمانية كانت حتمية في هذه المرحلة من الحرب، فإن النجاح السوفييتي خلال هذا الهجوم أدى إلى تسريع عملية انتصار الحلفاء في نهاية المطاف، ووفر على الحلفاء قدراً كبيراً من الوقت والدماء والأموال.
أدى النجاح السوفييتي خلال هذا الهجوم إلى خلق الظروف لسلسلة من الهجمات الكبرى في صيف عام 1944.  أولاً، تم تهيئة الظروف لتطوير الهجمات في اتجاه لوبلين على الجناح والجزء الخلفي من مجموعة جيوش الوسط، والتي نفذت خلال هجوم لوبلين - بريست. ثانياً، خلقت الظروف لتطوير الهجوم في اتجاه لفوف وشرق بولندا، وهو ما تم إنجازه خلال هجوم لفوف-ساندوميرز. ثالثًا، توفير الظروف لتطوير الهجوم في عمق رومانيا والبلقان، وهو ما تم تحقيقه خلال الهجوم ياش-كيشينيف.
أسفرت العملية، إلى جانب الهجوم على شبه جزيرة القرم، عن خسائر فادحة في صفوف القوات الرومانية غير الآلية المتمركزة في أوكرانيا.  كانت الخسائر الفادحة وقرب القوات السوفييتية من الحدود الرومانية الدافع الرئيسي لقادة رومانيا عندما بدأوا محادثات السلام السرية في موسكو بعد وقت قصير من الانتهاء من الهجوم. 
في الدعاية السوفيتية، أدرج هذا الهجوم باعتباره أحد ضربات ستالين العشر.

### الأراضي
خلال العملية، استولى الجيش الأحمر على فينيتسا، وفولين، وجيتومير، وكييف، وكيروفوهراد، وريفنا، وخميلنيتسكي وأجزاء من مقاطعات بولتافا، وجمهورية مولدوفا الاشتراكية السوفيتية. 

### وجهة النظر الحديثة
خلال الحرب الباردة لم تحظ هذه العملية بتقدير واسع النطاق في التاريخ الغربي بسبب النصر الاستراتيجي الكبير الذي حققته في الواقع. كما ركز المؤرخون الغربيون، تحت تأثير التأريخ والسير الذاتية الألمانية، حتى نهاية الحرب الباردة على النجاحات الألمانية في تحرير جيش الدبابات الأول بدلاً من العمليات السوفييتية نفسها التي حررت جزءًا كبيرًا من أوكرانيا. 
وكان التأريخ السوفييتي في فترة ما بعد الحرب العالمية الثانية يميل إلى تجاهل هذه العملية أيضًا. وقد تعرض بعض القادة المشاركين للعار، وقام ستالين بحذف معظم الإشارات إلى العملية على نطاق واسع. 